# Troféu Caymmi
O Troféu Caymmi, nomeado em homenagem ao cantor e compositor Dorival Caymmi (1914-2008), foi uma premiação aos destaques da música baiana realizada na cidade de Salvador, capital do estado brasileiro da Bahia. Foi criado no ano de 1985, tendo o apoio do homenageado, e foi desativado após sua morte. Foi idealizado pelo produtor musical Tuca de Morais e revelou grandes talentos da música local.

## Histórico
O "Projeto Troféu Caymmi" fora idealizado pela Prisma Produções Artísticas e tinha por coordenadores Marilda Santana, Jorge Albuquerque, Orlando Pinho e Tuca Moraes. Contou na sua segunda edição (1986) com o apoio da Copene, Bahiatursa, Sindimúsicos entre outros, e teve como jurados o então secretário de cultura de Camaçari José Carlos Capinam, o jornalista Gutemberg Cruz, o diretor teatral Deolindo Checucci, o sindicalista musical Rui Santana, os instrumentistas Sérgio Souto e Tuzé de Abreu e os cantores Orlando Pinho e Mariza Jambeiro. Além do prêmio em si os vencedores participavam de um show e da gravação de um LP.
O vencedor na categoria "Melhor Show" da primeira edição foi Gerônimo. A segunda edição contou com um show de Paulinho da Viola, e teve como destaques, entre outros, Otávio Ferraz (Melhor Intérprete, com 20 anos de idade), Péri (Melhor Letra, com "Revelar", também de 20 anos), Sérgio Barreiro (Melhor Composição pela letra de "Meninos da Nova Era", 26 anos), Luciano Chaves (flautista vencedor em duas categorias - Melhor Instrumentista categoria Sopro e Melhor Arranjo para Composição, 31 anos), o argentino radicado na Bahia Pedro Eduardo Giorlandi ( Melhor Instrumentista categoria Teclado, 21 anos), Paulo Humberto Putini (Melhor Instrumentista categoria Cordas, 26 anos), Tate Lima (Revelação Intérprete), o grupo de rock "Lavagem Cerebral" (Revelação Banda com Letra) e a produtora musical Andearte (Melhor Produção).
Teve sua última edição no ano de 2007.

## Prêmio Caymmi de Música
Nos anos de 2015 e 2017, o troféu foi reativado brevemente, com apoio da Prefeitura de Salvador. Recebeu então a denominação de Prêmio Caymmi de Música. A edição de 2015 ocorreu no Teatro Castro Alves (TCA), no dia em que se comemorou o 101º aniversário do nascimento de Caymmi. A segunda edição, em 2017, teve como revelação a cantora Luedji Luna, e foi dividida em três grandes categorias (música, show e videoclipe) com vinte e dois premiados, em cerimônia ocorrida no dia 18 de agosto daquele ano, no TCA. Essa premiação procurou ser um desdobramento da premiação original.